# Kenseiden
Kenseiden är ett actionspel, utvecklat och utgivet av Sega, som släpptes 1988 till Sega Master System. Spelet är ett ninjaspel för en spelare, som går ut på att slåss mot andra karaktärer och klara bossar. Man spelar samurajen Hayato. Spelets mål är att ta tillbaka ett stulet svärd och fem skriftrullar. I spelet finns 16 banor. Mottot är Now, there are no limits. Spelet tillverkades i Japan.

## Banor
De 16 banorna i spelet representerar Japans äldre provinser. Efter bana 2 kan spelare välja vilken bana han vill spel, och kan spela om alla banor flera gånger, förutom sista banan.
1. Higo - Första banan.
2. Chikuzen - Första bossen: baserad på den japanska anden Wanyudo.
3. Nagato
4. Iyo - Andra bossen: Benkei-magiker.
5. Tosa - Första träningsbanan.
6. Izumo - Andra träningsbanan.
7. Settsu
8. Yamato - Tredje träningsbanan.
9. Kaga - Tredje bossen: en larvflugemagiker.
10. Iga - Fjärde bossen: en tvehövdad magiker
11. Owari
12. Etchu
13. Suruga - Femte bossen
14. Echigo - Fjärde träningsbanan
15. Mito - Sjätte bossen
16. Edo - Sista banan, med slutbossen: Yonensai